# Rob Pardo
Rob Pardo (Irvine, 9 giugno 1970) è un autore di videogiochi e imprenditore statunitense.
È stato Vice Presidente Esecutivo del Game Design alla Blizzard Entertainment fino al 3 luglio 2014. Precedentemente è stato il capo designer di World of Warcraft. Nel 2006, fu nominato dal Time Magazine come una delle 100 persone più influenti al mondo.

## Games
Rob Pardo ha contribuito alla realizzazione dei seguenti videogiochi:
Lead Designer
- World of Warcraft: The Burning Crusade
- World of Warcraft
- Warcraft III: The Frozen Throne
- Warcraft III: Reign of Chaos
- StarCraft: Brood War

Designer
- Diablo II
- Diablo III
- Warcraft II: Battle.net Edition
- StarCraft

Produttore
- Mortal Kombat Trilogy
- Tempest X3
- Whiplash

Produttore esecutivo
- Diablo III

## Curiosità
Fu il Guild Master di una delle gilde più importanti del MMORPG EverQuest chiamata Legacy of Steel.
Pardo appare come cartone animato nell'episodio di South Park Fate l'amore, non fate la guerra.